# Christopher Plummer
Arthur Christopher Orme Plummer (født 13. december 1929 i Toronto, Ontario, Canada, død 5. februar 2021 i Connecticut) var en canadisk teater-, tv- og filmskuespiller.
Han havde teaterbaggrund fra Montreal, og filmdebuterede i 1958. Han fik et stort gennembrud med rollen som Kaptajn von Trapp i The Sound of Music (1965). Har siden spillet Rudyard Kipling i The Man Who Would Be King (Manden der ville være konge, 1975) og Sherlock Holmes i Murder by Decree (Mord på beregning, 1979). Han havde hovedrollen i Eyewitness (Øjenvidnet, 1981) og biroller i Malcolm X (1992) og Wolf (1994). Plummer vandt Oscar for bedste mandlige birolle for sin rolle i Beginners (2011).
Hans datter Amanda Plummer (f. 1957) har også skabt sig et navn som skuespiller, bl.a. med rollerne i The Fisher King (1991) og Pulp Fiction (1994).

## Filmografi

### Film
| År   | Titel                                       | Rolle                          | Noter                                                              | Ref.  |
| ---- | ------------------------------------------- | ------------------------------ | ------------------------------------------------------------------ | ----- |
| 1958 | Stage Struck                                | Joe Sheridan                   |                                                                    |       |
| 1958 | Wind Across the Everglades                  | Walt Murdock                   |                                                                    |       |
| 1964 | The Fall of the Roman Empire                | Commodus                       |                                                                    |       |
| 1965 | The Sound of Music                          | Captain Georg von Trapp        |                                                                    |       |
| 1965 | Inside Daisy Clover                         | Raymond Swan                   |                                                                    |       |
| 1966 | Triple Cross                                | Eddie Chapman                  |                                                                    |       |
| 1967 | The Night of the Generals                   | Field Marshal Erwin Rommel     |                                                                    |       |
| 1967 | Oedipus the King                            | Ødipus                         |                                                                    |       |
| 1968 | Nobody Runs Forever                         | Sir James Quentin              |                                                                    |       |
| 1969 | Battle of Britain                           | Squadron Leader Colin Harvey   |                                                                    |       |
| 1969 | The Royal Hunt of the Sun                   | Atahualpa                      |                                                                    |       |
| 1969 | Lock Up Your Daughters!                     | Lord Foppington                |                                                                    |       |
| 1970 | Waterloo                                    | Arthur Wellesley               |                                                                    |       |
| 1973 | The Pyx                                     | Det. Sgt. Jim Henderson        |                                                                    |       |
| 1974 | The Happy Prince                            | The Happy Prince               | Kortfilm                                                           |       |
| 1975 | The Spiral Staircase                        | Dr. Joe Sherman                |                                                                    |       |
| 1975 | The Return of the Pink Panther              | Sir Charles Litton             |                                                                    |       |
| 1975 | Conduct Unbecoming                          | Major Alastair Wimbourne       |                                                                    |       |
| 1975 | The Man Who Would Be King                   | Rudyard Kipling                |                                                                    |       |
| 1975 | The Day That Shook the World                | Archduke Ferdinand of Austria  |                                                                    |       |
| 1976 | Aces High                                   | Captain 'Uncle' Sinclair       |                                                                    |       |
| 1977 | The Assignment                              | Captain Behounek               |                                                                    |       |
| 1977 | The Disappearance                           | Deverell                       |                                                                    |       |
| 1978 | The Silent Partner                          | Harry Reikle                   |                                                                    |       |
| 1978 | International Velvet                        | John Seaton                    |                                                                    |       |
| 1979 | Starcrash                                   | The Emperor                    |                                                                    |       |
| 1979 | Murder by Decree                            | Sherlock Holmes                |                                                                    |       |
| 1979 | Hanover Street                              | Paul Sellinger                 |                                                                    |       |
| 1980 | Somewhere in Time                           | William Fawcett Robinson       |                                                                    |       |
| 1981 | Eyewitness                                  | Joseph                         |                                                                    |       |
| 1981 | The Amateur                                 | Professor Lakos                |                                                                    |       |
| 1984 | Lily in Love                                | Fitzroy Wynn Roberto Terranova |                                                                    |       |
| 1984 | Dreamscape                                  | Bob Blair                      |                                                                    |       |
| 1984 | Highpoint                                   | James Hatcher                  |                                                                    |       |
| 1984 | Ordeal by Innocence                         | Leo Argyle                     |                                                                    |       |
| 1986 | The Boy in Blue                             | Knox                           |                                                                    |       |
| 1986 | The Boss' Wife                              | Mr. Roalvang                   |                                                                    |       |
| 1986 | An American Tail                            | Henri                          | Stemme; Animationsfilm                                             | [ 2 ] |
| 1986 | The Tin Soldier                             | Fortæller                      | Stemme; Animationsfilm                                             |       |
| 1986 | Vampire in Venice                           | Prof. Paris Catalano           |                                                                    |       |
| 1987 | Dragnet                                     | Rev. Jonathan Whirley          |                                                                    |       |
| 1987 | I Love N.Y.                                 | John Robertson Yeats           |                                                                    |       |
| 1987 | The Man Who Planted Trees                   | Fortæller                      | Stemme; Animationsfilm                                             |       |
| 1987 | The Gnomes' Great Adventure                 | Fortæller                      | Stemme; Animationsfilm                                             |       |
| 1988 | Light Years                                 | Metamorphis                    |                                                                    |       |
| 1988 | Shadow Dancing                              | Edmund Beaumont                |                                                                    |       |
| 1988 | The Making of a Legend: Gone with the Wind  | Fortæller                      | Stemme; Dokumentar                                                 |       |
| 1989 | Souvenir                                    | Ernst Kestner                  |                                                                    |       |
| 1989 | Mindfield                                   | Doctor Satorius                |                                                                    |       |
| 1990 | Where the Heart Is                          | Jerry                          |                                                                    |       |
| 1990 | Red Blooded American Girl                   | Dr. John Alcore                |                                                                    |       |
| 1990 | Money                                       | Martin Yahl                    |                                                                    |       |
| 1991 | Firehead                                    | Colonel Garland Vaughn         |                                                                    |       |
| 1991 | Rock-a-Doodle                               | The Grand Duke of Owls         | Voice; Animated film                                               | [ 2 ] |
| 1991 | Dragon and Slippers                         | Pelican                        | Stemme; Animationsfilm                                             |       |
| 1991 | Star Trek VI: The Undiscovered Country      | General Chang                  |                                                                    |       |
| 1992 | Impolite                                    | Naples O'Rorke                 |                                                                    |       |
| 1992 | Malcolm X                                   | Chaplain Gill                  |                                                                    |       |
| 1992 | Liar's Edge                                 | Harry Weldon                   |                                                                    |       |
| 1994 | Wolf                                        | Raymond Alden                  |                                                                    |       |
| 1994 | Crackerjack                                 | Ivan Getz                      |                                                                    |       |
| 1995 | Dolores Claiborne                           | Det. John Mackey               |                                                                    |       |
| 1995 | 12 Monkeys                                  | Dr. Goines                     |                                                                    |       |
| 1996 | The Conspiracy of Fear                      | Joseph Wakeman                 |                                                                    |       |
| 1997 | Babes in Toyland                            | Barnaby Crookedman             | Stemme; Animationsfilm                                             | [ 2 ] |
| 1998 | Hidden Agenda                               | Ulrich Steiner                 |                                                                    |       |
| 1998 | The First Christmas                         | Fortæller                      | Stemme;                                                            |       |
| 1998 | Blackheart                                  | Holmes                         |                                                                    |       |
| 1998 | The Clown at Midnight                       | Mr. Caruthers                  |                                                                    |       |
| 1999 | Madeline: Lost in Paris                     | Narrator                       | Voice; Animated film                                               | [ 2 ] |
| 1999 | The Insider                                 | Mike Wallace                   |                                                                    |       |
| 2000 | Dracula 2000                                | Abraham Van Helsing            |                                                                    |       |
| 2001 | Lucky Break                                 | Graham Mortimer                |                                                                    |       |
| 2001 | A Beautiful Mind                            | Dr. Rosen                      |                                                                    |       |
| 2001 | Full Disclosure                             | Robert Lecker                  |                                                                    |       |
| 2002 | Ararat                                      | David                          |                                                                    |       |
| 2002 | Nicholas Nickleby                           | Ralph Nickleby                 |                                                                    |       |
| 2003 | The Gospel of John                          | fortæller                      | Stemme                                                             |       |
| 2003 | Blizzard                                    | Santa Claus                    |                                                                    |       |
| 2003 | Cold Creek Manor                            | Mr. Massie                     |                                                                    |       |
| 2004 | National Treasure                           | John Adams Gates               |                                                                    |       |
| 2004 | Alexander                                   | Aristotles                     |                                                                    |       |
| 2005 | Must Love Dogs                              | Bill Nolan                     |                                                                    |       |
| 2005 | Syriana                                     | Dean Whiting                   |                                                                    |       |
| 2005 | The New World                               | Captain Christopher Newport    |                                                                    |       |
| 2006 | Inside Man                                  | Arthur Case                    |                                                                    |       |
| 2006 | The Lake House                              | Simon Wyler                    |                                                                    |       |
| 2007 | Man in the Chair                            | Flash Madden                   |                                                                    |       |
| 2007 | Closing the Ring                            | Jack Etty                      |                                                                    |       |
| 2007 | Emotional Arithmetic                        | David Winters                  |                                                                    |       |
| 2007 | Already Dead                                | Dr. Heller                     |                                                                    |       |
| 2009 | Caesar and Cleopatra                        | Julius Caesar                  | Også executive producer                                            |       |
| 2009 | Op                                          | Charles Muntz                  | Stemme; Animationsfilm                                             | [ 2 ] |
| 2009 | My Dog Tulip                                | J.R. Ackerley                  | Stemme; Animationsfilm                                             | [ 2 ] |
| 2009 | The Last Station                            | Leo Tolstoy                    |                                                                    |       |
| 2009 | 9                                           | 1                              | Stemme; Animationsfilm                                             | [ 2 ] |
| 2009 | The Imaginarium of Doctor Parnassus         | Doctor Parnassus               |                                                                    |       |
| 2010 | Beginners                                   | Hal Fields                     |                                                                    |       |
| 2011 | Priest                                      | Monsignor Orelas               |                                                                    |       |
| 2011 | Barrymore                                   | John Barrymore                 |                                                                    |       |
| 2011 | The Girl with the Dragon Tattoo             | Henrik Vanger                  |                                                                    |       |
| 2013 | The Legend of Sarila                        | Croolik                        | Stemme; Animationsfilm                                             | [ 2 ] |
| 2014 | Elsa & Fred                                 | Fred Barcroft                  |                                                                    |       |
| 2014 | Hector and the Search for Happiness         | Professor Coreman              |                                                                    |       |
| 2014 | The Forger                                  | Joseph Cutter                  |                                                                    |       |
| 2015 | Danny Collins                               | Frank Grubman                  |                                                                    |       |
| 2015 | Pixies                                      | Pixie King                     | Stemme; Animationsfilm                                             | [ 2 ] |
| 2015 | Remember                                    | Zev Guttman/Otto Wallisch      |                                                                    |       |
| 2016 | The Exception                               | Kaiser Wilhelm                 |                                                                    |       |
| 2016 | Howard Lovecraft and the Frozen Kingdom     | Dr. West                       | Stemme; Animationsfilm                                             | [ 2 ] |
| 2017 | Elegy                                       | Fortæller                      | Stemme; Kortfilm                                                   | [ 3 ] |
| 2017 | The Man Who Invented Christmas              | Ebenezer Scrooge               |                                                                    |       |
| 2017 | Stjernen                                    | Kong Herodes                   | Stemme; Animationsfilm                                             | [ 2 ] |
| 2017 | All the Money in the World                  | J. Paul Getty                  |                                                                    |       |
| 2017 | Howard Lovecraft & the Undersea Kingdom     | Dr. West / The Pixie King      | Stemme; Animationsfilm                                             |       |
| 2018 | Boundaries                                  | Jack Jaconi                    |                                                                    |       |
| 2018 | Howard Lovecraft and the Kingdom of Madness | Dr. Jeffrey West               | Stemme; Animationsfilm                                             | [ 2 ] |
| 2019 | Cliffs of Freedom                           | Thanasi                        |                                                                    |       |
| 2019 | Knives Out - Var det mord?                  | Harlan Thrombey                |                                                                    |       |
| 2019 | The Last Full Measure                       | Frank Pitsenbarger             | Sidste optræden på lærredet                                        |       |
| 2021 | Heroes of the Golden Masks                  | TBA                            | Stemme; Animationsfilm Udgives efter Plummers død Sidste filmrolle |       |

### Television
| År      | Titel                                             | Rolle                                | Noter                                         | Ref.  |
| ------- | ------------------------------------------------- | ------------------------------------ | --------------------------------------------- | ----- |
| 1953    | Broadway Television Theatre                       | Michael O'Leary                      | Episode: "Dark Victory"                       |       |
| 1955    | Kraft Television Theatre                          | Robert Carr                          | Episode: "The King's Bounty"                  |       |
| 1955    | Producers' Showcase                               | Christian de Neuvillette             | Episode: "Cyrano de Bergerac"                 |       |
| 1956    | General Electric Theater                          | Walter Shelley                       | Episode: "A Letter from the Queen"            |       |
| 1956    | The Alcoa Hour                                    | Bruce Quealy                         | Episode: "Even the Weariest River"            |       |
| 1957–58 | Omnibus                                           | Thomas Mendip/Oedipus                | 2 episoder                                    |       |
| 1957–61 | DuPont Show of the Month                          | Diverse roller                       | 2 episoder                                    |       |
| 1958    | Little Moon of Alban                              | Kenneth Boyd                         | Tv-film                                       |       |
| 1959    | Johnny Belinda                                    | Dr. Jack Pelletier                   | Tv-film                                       |       |
| 1959    | A Doll's House                                    | Torvald Helmer                       | Tv-film                                       |       |
| 1959    | The Philadelphia Story                            | Mike Connor                          | Tv-film                                       |       |
| 1960    | NBC Sunday Showcase                               | Oliver Wendell Holmes, Jr.           | 2 episoder                                    |       |
| 1960    | Captain Brassbound's Conversion                   | Captain Brassbound                   | Tv-film                                       |       |
| 1961    | Playdate                                          | Sig selv                             | 13 episoder                                   |       |
| 1961    | Time Remembered                                   | Prince Albert                        | Tv-film                                       |       |
| 1962    | Cyrano de Bergerac                                | Cyrano de Bergerac                   | Tv-film                                       |       |
| 1964    | Hamlet at Elsinore                                | Hamlet                               | Tv-film                                       |       |
| 1968    | The Secret of Michelangelo                        | Fortæller                            | TV-dokumentar                                 |       |
| 1971    | Don Juan in Hell                                  | Don Juan                             | Tv-film                                       |       |
| 1974    | Witness to Yesterday                              | Arthur Wellesley, Duke of Wellington | Episode: "The Duke of Wellington"             |       |
| 1974    | After the Fall                                    | Quentin                              | Tv-film                                       |       |
| 1976    | The Moneychangers                                 | Roscoe Heyward                       | TV miniserie, 4 episode                       |       |
| 1977    | Silver Blaze                                      | Sherlock Holmes                      | Tv-film                                       |       |
| 1977    | Jesus of Nazareth                                 | Herod Antipas                        | TV miniserie, 2 episoder                      |       |
| 1979    | Riel                                              | Sir John A. Macdonald                | Television movie                              |       |
| 1980    | Desperate Voyage                                  | Burrifous                            | Television movie                              |       |
| 1980    | The Shadow Box                                    | Brian                                | Television movie                              |       |
| 1981    | When the Circus Came to Town                      | Duke Royal                           | Television movie                              |       |
| 1981    | Dial M for Murder                                 | Mark Halliday                        | Television movie                              |       |
| 1982    | Little Gloria... Happy at Last                    | Reginald Claypoole Vanderbilt        | TV miniserie, 2 episoder                      |       |
| 1983    | The Scarlet and the Black                         | Colonel Herbert Kappler              | Tv-film                                       |       |
| 1983    | The Thorn Birds                                   | Archbishop Vittorio Contini-Verchese | TV miniserie, 3 episoder                      |       |
| 1983    | Prototype                                         | Dr. Carl Forrester                   | Tv-film                                       |       |
| 1985    | Rumpelstiltskin                                   | Fortæller                            |                                               |       |
| 1986    | Crossings                                         | Armand DeVilliers                    | TV miniserie, 3 episoder                      |       |
| 1986    | Spearfield's Daughter                             | Lord Jack Cruze                      | Tv-film                                       |       |
| 1987    | A Hazard of Hearts                                | Sir Giles Staverley                  | Tv-film                                       |       |
| 1987    | The Cosby Show                                    | Jonathan Lawrence                    | Episode: "Shakespeare"                        |       |
| 1987    | The World of David the Gnome                      | Fortæller                            |                                               |       |
| 1988–91 | Madeline                                          | Fortæller                            | Fortæller; 6 episoder                         |       |
| 1989    | Nabokov on Kafka                                  | Vladimir Nabokov                     | Tv-film                                       |       |
| 1990    | A Ghost in Monte Carlo                            | The Grand Duke Ivan                  | Tv-film                                       |       |
| 1990–93 | Counterstrike                                     | Alexander Addington                  | 65 episoder                                   |       |
| 1991    | Young Catherine                                   | Sir Charles Williams                 | TV miniserie, 3 episoder                      |       |
| 1991    | A Marriage: Georgia O'Keeffe and Alfred Stieglitz | Alfred Stieglitz                     | Tv-film                                       |       |
| 1991    | Berlin Lady                                       | Wilhem Speer                         | 6 episoder                                    |       |
| 1991    | The First Circle                                  | Victor Abakumov                      | Tv-film                                       |       |
| 1992    | Secrets                                           | Mel Wexler                           | Tv-film                                       |       |
| 1993    | A Stranger in the Mirror                          | Clifton Lawrence                     | Tv-film                                       |       |
| 1993–95 | Madeline                                          | Narrator (voice)                     | 33 episoder                                   | [ 2 ] |
| 1995    | Harrison Bergeron                                 | John Klaxon                          | TV-film                                       |       |
| 1996    | We the Jury                                       | Wilfred Fransiscus                   | Tv-film                                       |       |
| 1996    | Skeletons                                         | Reverend Carlyle                     | Tv-film                                       |       |
| 1997    | The Arrow                                         | George Hees                          | TV miniserie, 2 episoder                      |       |
| 1998    | Winchell                                          | Franklin D. Roosevelt                | Tv-film                                       |       |
| 2000    | Nuremberg                                         | Sir David Maxwell-Fyfe               | TV miniserie, 2 episoder                      |       |
| 2000    | The Dinosaur Hunter                               | Hump Hinton                          | Tv-film                                       |       |
| 2000    | Possessed                                         | Archbishop Hume                      | Tv-film                                       |       |
| 2000    | American Tragedy                                  | F. Lee Bailey                        | 2 episoder                                    |       |
| 2001    | Leo's Journey                                     | Fortæller                            | Tv-film                                       |       |
| 2001    | On Golden Pond                                    | Norman Thayer                        | Tv-film                                       |       |
| 2002    | Night Flight                                      | 'Flash' Harry Peters                 | Tv-film                                       |       |
| 2002    | Agent of Influence                                | John Watkins                         | Tv-film                                       |       |
| 2003    | Odd Job Jack                                      | Magnus the Maker                     | Episode: "Holyland"                           |       |
| 2005    | Our Fathers                                       | Cardinal Bernard Law                 | Tv-film                                       |       |
| 2005    | Miracle Planet                                    | Fortæller                            | 6 episoder                                    |       |
| 2006    | American Experience                               | Fortæller/James Tyrone               | Episode: "Eugene O'Neill: A Documentary Film" |       |
| 2008    | The Summit                                        | P.J. Aimes                           | 2 episoder                                    |       |
| 2013    | Muhammad Ali's Greatest Fight                     | John Marshall Harlan II              | TV-film, HBO                                  |       |
| 2019    | Departure                                         | Howard Larson                        | 6 episoder                                    |       |
| 2020    | Jeopardy! The Greatest of All Time                | Sig selv - Video Clue Presenter      | 1 episode                                     |       |

### Teater
| År   | Titel                            | Rolle               | Noter                                | Ref.                                                                                    |
| ---- | -------------------------------- | ------------------- | ------------------------------------ | --------------------------------------------------------------------------------------- |
| 1954 | The Starcross Story              | George Phillips     | Royale Theatre, Broadway             |                                                                                         |
| 1954 | Home is the Hero                 | Manchester Monagham | Booth Theatre, Broadway              |                                                                                         |
| 1955 | The Dark is Light Enough         | Count Peter Zichy   | ANTA Theatre, Broadway               |                                                                                         |
| 1955 | The Lark                         | Warwick             | Longacre Theatre, Broadway           |                                                                                         |
| 1956 | Night of the Auk                 | Lewis Roheman       | Playhouse Theatre, Broadway          |                                                                                         |
| 1958 | J.B.                             | Nickles             | ANTA Playhouse, Broadway             |                                                                                         |
| 1963 | The Resistible Rise of Arturo Ui | Arturo Ui           | Lunt-Fontanne Theatre, Broadway      |                                                                                         |
| 1965 | The Royal Hunt of the Sun        | Francisco Pizarro   | ANTA Theatre, Broadway               | 1971 'Amphitryon 38' [(Jean Giraudoux]) National Theatre Instrueret af Laurence Olivier |
| 1973 | The Good Doctor                  | Performer           | Eugene O'Neill Theatre, Broadway     |                                                                                         |
| 1974 | Cyrano                           | Cyrano de Bergerac  | Palace Theatre, Broadway             |                                                                                         |
| 1978 | Drinks Before Dinner             | Edgar               | The Public Theatre, Off-Broadway     |                                                                                         |
| 1982 | Othello                          | Iago                | Winter Garden Theatre, Broadway      |                                                                                         |
| 1988 | Macbeth                          | Macbeth             | Mark Hellinger Theatre, Broadway     |                                                                                         |
| 1994 | No Man's Land                    | Spooner             | Roundabout Theater Company, Broadway | [ 4 ]                                                                                   |
| 1997 | Barrymore                        | John Barrymore      | Music Box Theatre, Broadway          | [ 5 ]                                                                                   |
| 2004 | King Lear                        | King Lear           | Vivian Beaumont Theatre, Broadway    | [ 6 ]                                                                                   |
| 2007 | Inherit the Wind                 | Henry Drummond      | Lyceum Theatre, Broadway             | [ 7 ]                                                                                   |

### Videospil
| År   | Titel                          | Stemme                 | Noter |
| ---- | ------------------------------ | ---------------------- | ----- |
| 2000 | Star Trek: Klingon Academy     | General Chang          |       |
| 2009 | Up                             | Charles Muntz (stemme) |       |
| 2011 | The Elder Scrolls V: Skyrim    | Arngeir (stemme)       | [ 2 ] |
| 2012 | Rush: A Disney-Pixar Adventure | Charles Muntz (stemme) |       |

## Priser og nomineringer
Plummer modtog i 2011 en Oscar for bedste mandlige birolle for sin rolle i Beginners. Han var på daværende tidspunkt den ældste modtager nogensinde af en Oscar (ved prisuddelingen i 2021 modtog Anthony Hopkins i en alder af 82 år prisen for bedste mandlinge hovedrolle).
| År   | Pris                  | Accolade                                               | Titel                                        | Resultat  | Ref.   |
| ---- | --------------------- | ------------------------------------------------------ | -------------------------------------------- | --------- | ------ |
| 2010 | Academy Awards        | Bedste mandlige birolle                                | The Last Station                             | Nomineret |        |
| 2012 | Academy Awards        | Bedste mandlige birolle                                | Beginners                                    | Vundet    | [ 8 ]  |
| 2018 | Academy Awards        | Bedste mandlige birolle                                | All the Money in the World                   | Nomineret | [ 8 ]  |
| 1959 | Tony Awards           | Bedste skuespiller i et teaterstykke                   | J.B.                                         | Nomineret | [ 9 ]  |
| 1974 | Tony Awards           | Bedste skuespiller i en musical                        | Cyrano                                       | Vundet    | [ 9 ]  |
| 1982 | Tony Awards           | Bedste skuespiller i et teaterstykke                   | Othello                                      | Nomineret | [ 9 ]  |
| 1994 | Tony Awards           | Bedste skuespiller i et teaterstykke                   | No Man's Land                                | Nomineret | [ 9 ]  |
| 1997 | Tony Awards           | Bedste skuespiller i et teaterstykke                   | Barrymore                                    | Vundet    | [ 9 ]  |
| 2004 | Tony Awards           | Bedste skuespiller i et teaterstykke                   | King Lear                                    | Nomineret | [ 9 ]  |
| 2007 | Tony Awards           | Bedste skuespiller i et teaterstykke                   | Inherit the Wind                             | Nomineret | [ 9 ]  |
| 1959 | Primetime Emmy Awards | Outstanding Actor – Limited Series or a Movie          | Little Moon of Alban                         | Nomineret | [ 10 ] |
| 1966 | Primetime Emmy Awards | Outstanding Actor – Limited Series or a Movie          | Hamlet at Elsinore                           | Nomineret | [ 10 ] |
| 1977 | Primetime Emmy Awards | Outstanding Actor – Limited Series or a Movie          | Arthur Hailey's the Moneychangers            | Vundet    | [ 10 ] |
| 1983 | Primetime Emmy Awards | Outstanding Supporting Actor – Limited Series or Movie | Tornfuglene                                  | Nomineret | [ 10 ] |
| 1994 | Primetime Emmy Awards | Outstanding Voice-Over Performance                     | Madeline                                     | Vundet    | [ 10 ] |
| 2005 | Primetime Emmy Awards | Outstanding Supporting Actor – Limited Series or Movie | Our Fathers                                  | Nomineret | [ 10 ] |
| 2011 | Primetime Emmy Awards | Outstanding Voice-Over Performance                     | Moguls & Movie Stars: A History of Hollywood | Nomineret | [ 10 ] |
| 1986 | Grammy Award          | Best Recording for Children                            | E.T.A. Hoffmann/Tchaikovsky: The Nutcracker  | Nomineret | [ 11 ] |

I 2016 modtog Plummer Canadian Screen Award for "Lifetime Achievement".